# Kreuzweg (Kirchhaslach)

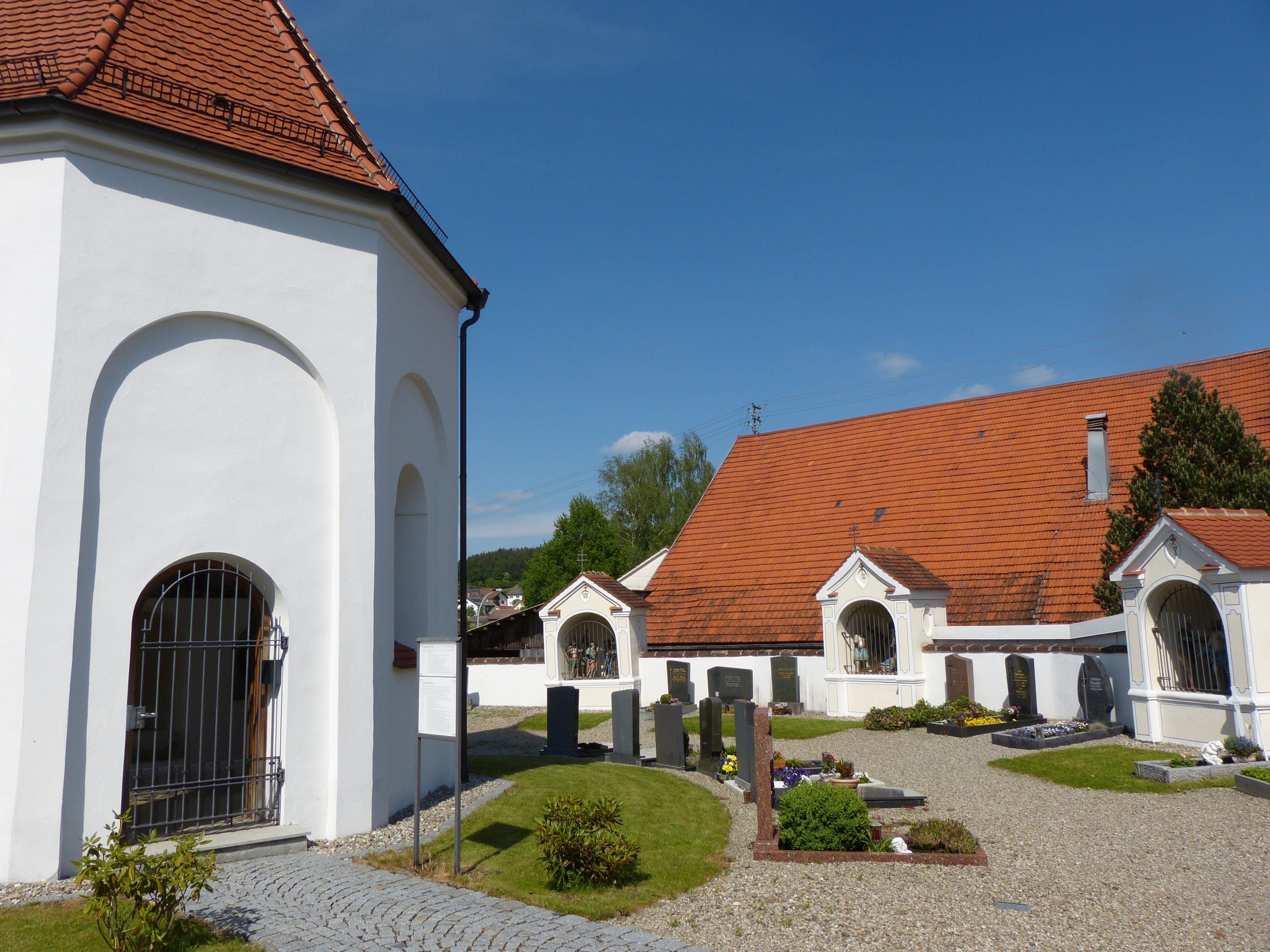
Kreuzweg von 1740 in Kirchhaslach

Der im 18. Jahrhundert errichtete Kreuzweg befindet sich in Kirchhaslach, im Landkreis Unterallgäu, Bayern. Er besteht aus elf Kapellen und einem achteckigen Zentralbau, der St.-Anna-Kapelle. Die gesamte Anlage ist denkmalgeschützt und von einer Mauer umgeben.

## Geschichte
Am 29. Mai 1738 erteilte der Bischof von Augsburg, Johann Franz Schenk von Stauffenberg, die Erlaubnis, einen Kreuzweg in Kirchhaslach zu errichten. Rund zwei Jahre später, am 22. Juli 1740, wurde der Kreuzweg durch P. Bonifaz Schmidt, dem Superior des Franziskanerklosters aus Baumgärtle eingesetzt. Gestiftet wurde der Kreuzweg durch das erste Benefiziat von Kirchhaslach, Matthias Vogt. Josef Anton Fürst führte 1798 Reparaturen am Kreuzweg für 150 fl. durch. In den Zwischenräumen der kreisförmigen Anlage wurde 1830 ein Friedhof eingesegnet.

## Baubeschreibung

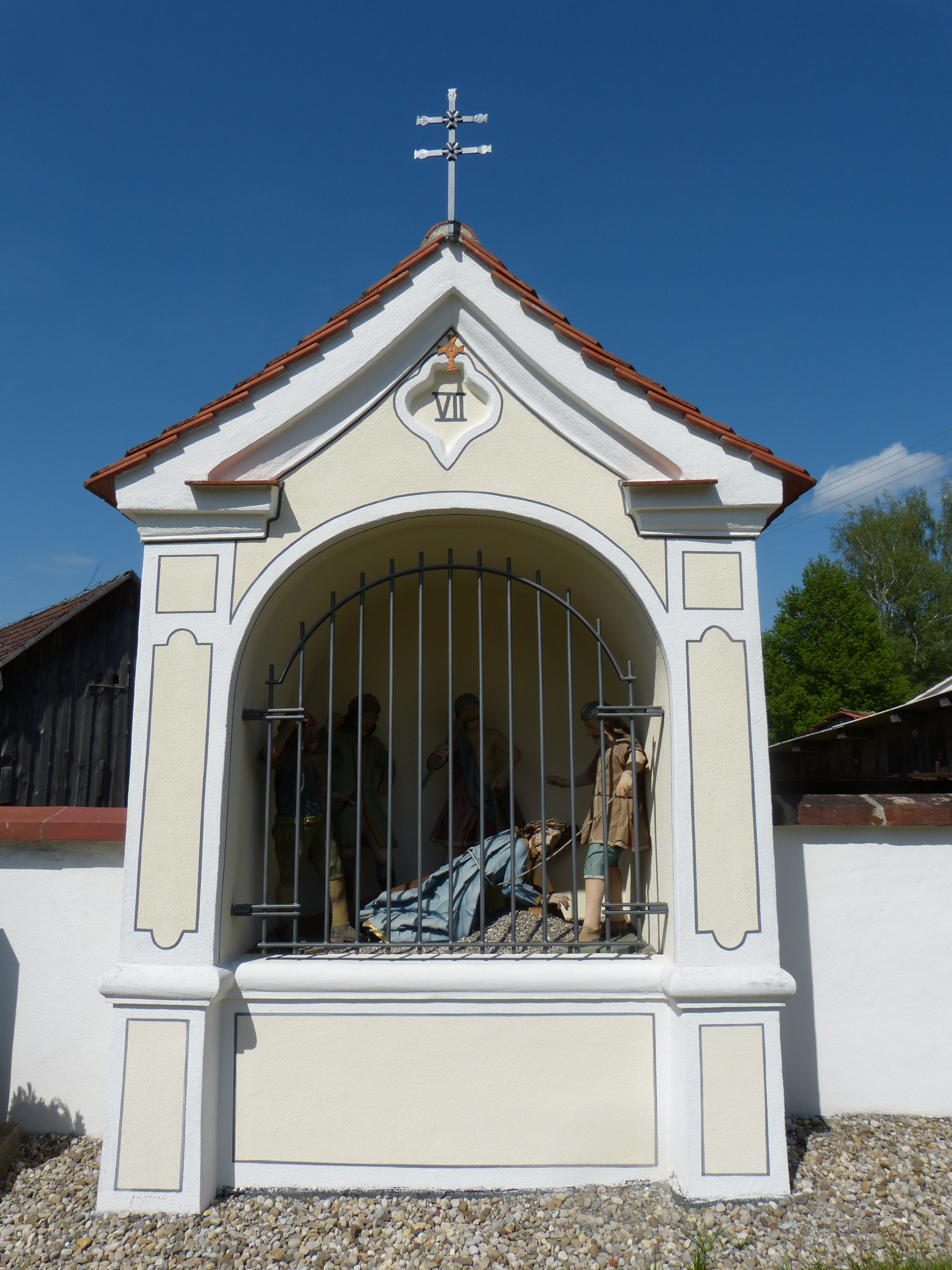
7. Kreuzwegstation

Der Kreuzweg besteht aus elf Kapellen, welche kreisförmig um einen achteckigen Zentralbau angeordnet sind. Die zentrale Kapelle bildet dabei die 12. Kreuzwegstation. Die einzelnen Kapellen sind als querrechteckige Gebäude mit Sockel ausgeführt und besitzen vergitterte, tonnengewölbte Rundbogennischen. Gedeckt sind diese mit einem Satteldach. In einer kleinen Vierpassblende im Giebel ist die Stationszahl in römischen Ziffern angegeben. Die Figuren in den Stationen sind circa einen Meter groß und stammen aus der Zeit um 1740.